# 弋阳街道
弋阳街道，是中华人民共和国河南省信阳市潢川县下辖的一个乡镇级行政单位。

## 行政区划
弋阳街道下辖以下地区：
东关街社区、建国村、刘靛行村、金星村、沙河店村、罗新楼村、七里岗村、王香铺村和八里村。